# De avonturen van Oom Willibrord
De avonturen van Oom Willibrord is een kinderboek, geschreven door Jan Terlouw, dat uitkwam in 1970 bij Van Holkema & Warendorf. Nadat Terlouw was overgestapt naar de uitgever Lemniscaat, werd het boek daar uitgegeven met de titel Oom Willibrord.
Het boek bestaat uit zeventien avonturen in evenveel hoofdstukken, die los van elkaar gelezen kunnen worden. Het is geschikt voor kinderen vanaf negen jaar.

## Verhaal
Het verhaal wordt geschreven vanuit de ik-persoon, die Jan heet en avonturen beleeft samen met zijn oom Willibrord. Deze oom is sterk, slim en knap en is tevens goed in verzonnen verhalen vertellen. De verhalen van Oom Willibrord vormen een raamvertelling.

## Achtergronden
Terlouw vertelde iedere avond aan zijn eigen kinderen een verhaal. Sommige daarvan vielen dusdanig in de smaak dat het onderwerp een thema voor een eigen boek van Terlouw werd, zoals bij Oom Willibrord.
Het is het eerste boek dat Terlouw geschreven heeft. Nadat zijn vrouw Alexandra van Hulst de verhalen had opgestuurd naar uitgever Van Holkema & Warendorf, waar ze positief beoordeeld werden door Paul Biegel, werd het het tweede boek van Terlouw dat werd uitgegeven, na Pjotr: vrijwillig verbannen naar Siberië.